# Heřmanov (Kolešovice)

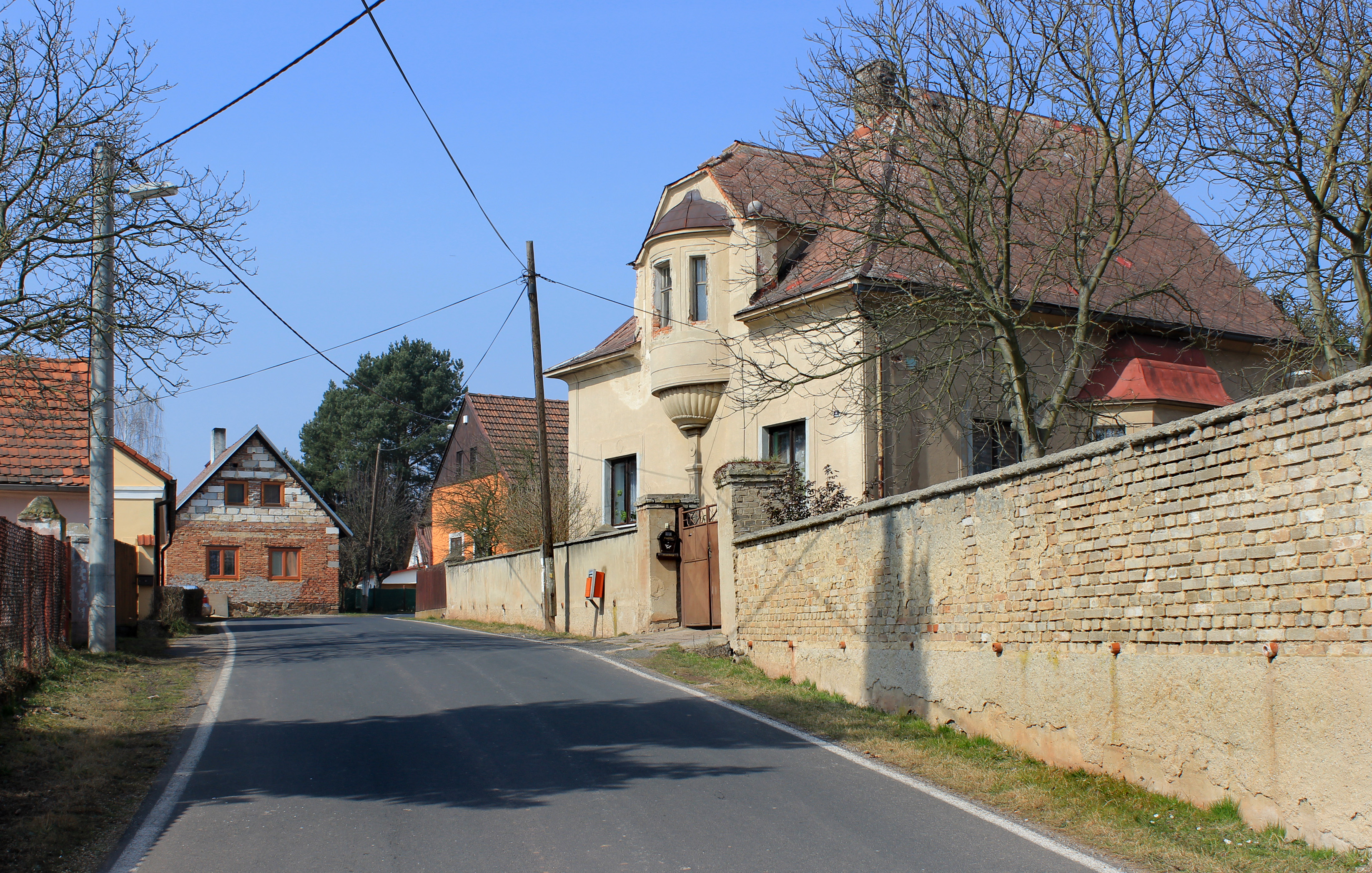
Heřmanov (2015)

Heřmanov (deutsch Hermannsdorf) ist ein Ortsteil der Gemeinde Kolešovice in Tschechien. Er liegt 13 Kilometer nordwestlich von Rakovník und gehört zum Okres Rakovník.

## Geographie
Heřmanov befindet sich im Quellgrund des Baches Keblanský potok im Rakonitzer Hügelland. Nördlich erhebt sich der Na Vyhlídce (426 m), im Südwesten der Šmikouský vrch (438 m) sowie nordwestlich der Pláň (425 m). Einen reichlichen Kilometer nördlich von Heřmanov verläuft die Staatsstraße 6 / E 48 zwischen Prag und Karlsbad.
Nachbarorte sind Děkov, Nová Ves und Velká Černoc im Norden, Svojetín,  Hořesedly und Rozkoš im Nordosten, Nový Dvůr und Kněževes im Osten, Kolešovice und Keblany im Südosten, Zderaz, Švihov und Oráčov im Süden, Čížkov und Bedlno im Südwesten, Šmikousy, Bukov und Hořovičky im Westen sowie Vrbice und Hokov im Nordwesten.

## Geschichte
Hermannsdorf wurde in den Jahren 1681 bis 1684 durch den Besitzer des Gutes Koleschowitz, Hermann Joachim Graf von Nostitz-Rieneck am Meierhof Hermannshof angelegt. 1694 erbte sein einziger Sohn Johann Ferdinand die väterlichen Güter Černoc und Koleschowitz. Dessen Ehe mit Barbara Gräfin von der Berghe blieb kinderlos, so dass mit seinem Tode 1717 die Rakonitzer Linie der Grafen Nostitz-Rieneck erlosch. Beide Güter fielen Wenzel Johann von Nostitz-Rieneck zu, der Koleschowitz 1724 an Georg Olivier von Wallis verkaufte. Dieser vereinigte die Güter Dekau, Koleschowitz und Hokau 1744 zur Herrschaft Koleschowitz und erklärte diese zum Familienfideikommiss. 1744 erbte die Besitzungen sein Sohn Stephan Olivier von Wallis. 1832 erbte Stephans Sohn Rudolf Olivier Graf von Wallis den Besitz, ihm folgte 1838 dessen Sohn Friedrich Olivier Graf von Wallis.
Im Jahre 1843 bestand Hermannsdorf bzw. Hirschhof aus 32 Häusern mit 252 deutschsprachigen Einwohnern. Im Ort gab es einen obrigkeitlichen Meierhof und eine dominikale Ziegelbrennerei. Pfarrort war Koleschowitz. Bis zur Mitte des 19. Jahrhunderts blieb  Hermannsdorf  der Fideikommissherrschaft Koleschowitz untertänig.
Nach der Aufhebung der Patrimonialherrschaften bildete Hermannsdorf ab 1850 einen Ortsteil der Marktgemeinde Koleschowitz im Bezirk Saaz und Gerichtsbezirk Jechnitz. 1868 wurde Hermannsdorf dem Bezirk Podersam zugeordnet. Im Jahre 1873 wurde der Besitz von Friedrich Olivier Graf von Wallis unter dessen sieben Söhnen aufgeteilt, das Gut Koleschowitz erhielt Karl Graf von Wallis. Mit seinem Bruder Friedrich von Wallis auf Hoch-Libin gründete er zur gemeinschaftlichen Bewirtschaftung der Güter Koleschowitz und Hoch-Libin ein Unternehmen, das 1881 Konkurs anmelden musste. Der tschechische Ortsname Heřmanov wurde 1921 eingeführt. Nach dem Münchner Abkommen wurde das Dorf 1938 dem Deutschen Reich zugeschlagen und gehörte bis 1945 zum Landkreis Podersam. Nach dem Ende des Zweiten Weltkrieges kam Heřmanov zur Tschechoslowakei zurück; die deutschsprachigen Einwohner wurden vertrieben und Tschechen angesiedelt. Der Okres Podbořany wurde 1960 aufgehoben, seitdem gehört Heřmanov zum Okres Rakovník. Im Jahre 1991 hatte das Dorf sechs Einwohner, beim Zensus von 2001 lebten in den 14 Wohnhäusern von Heřmanov zehn Personen.
Heřmanov ist ein traditionelles Hopfenanbaugebiet und wird von Hopfenfeldern umgeben.

## Ortsgliederung
Der Ortsteil Heřmanov ist Teil des Katastralbezirkes Kolešovice.

## Sehenswürdigkeiten
- Kapelle auf dem Dorfplatz